# الاستعمار الدنماركي للأمريكتين

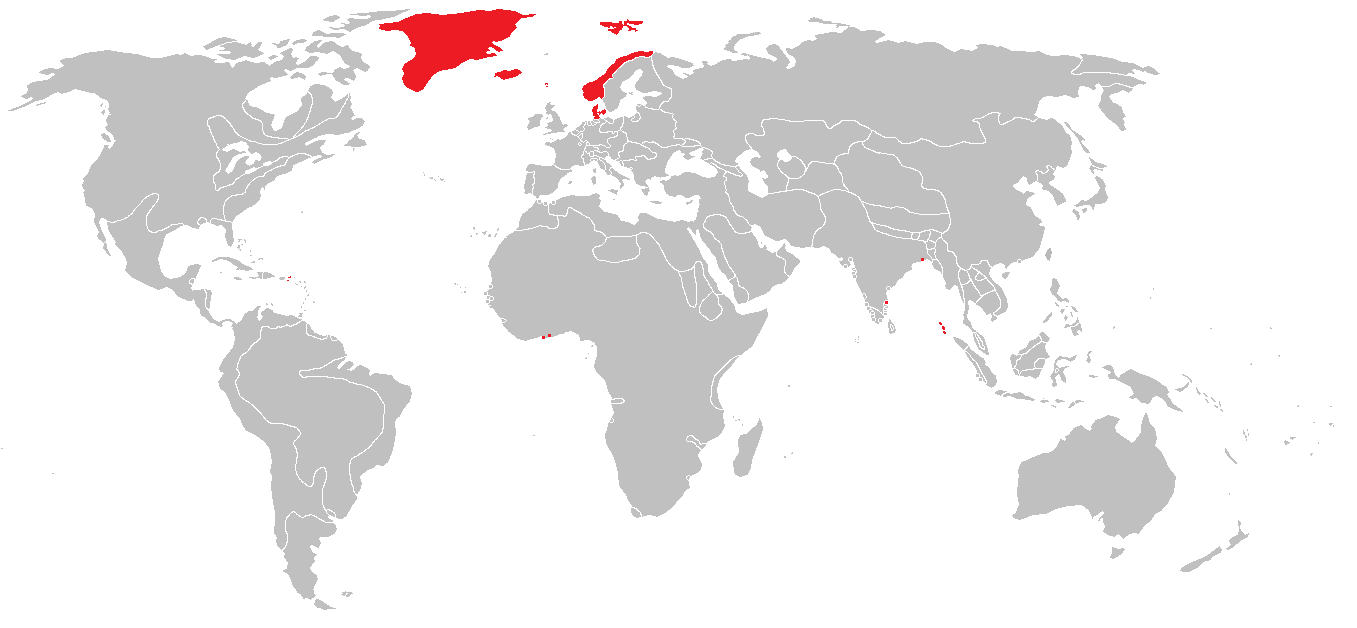

قاد كل من الدنمارك والاتحاد السياسي السابق بينها وبين النرويج إمبراطوريةً استعماريةً منذ القرن السابع عشر وحتى القرن العشرين، إذ عثر على أجزاء كبيرة من هذه الإمبراطورية في الأمريكتين. استمرت الدنمارك والنرويج بشكل أو بآخر بالمطالبة بأراضي جرينلاند منذ القرن الثالث عشر.

## جرينلاند
خضعت جرينلاند –التي استعمرها الشماليون واستقروا فيها في ثمانينيات القرن العاشر- للحكم النرويجي في عام 1261. دخلت النرويج اتحاد كالمار مع الدنمارك والسويد في عام 1397، لتخضع أراضي المهجر الخاصة بها بما فيها جرينلاند لحكم الملك في كوبنهاغن. استمرت النرويج في مطالباتها في أراضي المستوطنة الإسكندنافية، على الرغم من تدهور أحوالها على مر السنين، إذ كان تسجيل أحد الزيجات في عام 1408 آخر وثيقة خطية فيها. أُعيد تنظيم النرويج والدنمارك –بعد تأسيس السويد المستقلة- ضمن نظام سياسي يُعرف اليوم باسم الدنمارك- النرويج بين عامي 1536 و1537، واستولت المملكة الجديدة على السيادة النرويجية الاسمية على جرينلاند. استمرت الدنمارك-النرويج بمطالبتها بالسيطرة على جرينلاند، على الرغم من تدهور أحوال هذه المستوطنة الأوروبية وفقدان التواصل معها.
أرسل ملك الدنمارك كريستيان الرابع ثلاث بعثات إلى جرينلاند بين عامي 1605 و1607. هدفت هذه البعثات إلى تحديد موقع المستعمرة الشرقية النرويجية المفقودة، ولإعادة تأكيد السيادة الدنماركية على جرينلاند أيضًا. لم تنجح هذه البعثات بمهمتها، ويرجع ذلك جزئيًا إلى افتقار قادتها إلى الخبرة في التعامل مع الجليد القطبي والظروف الجوية الصعبة، بالإضافة إلى انتقال البعثات في وقت لاحق للبحث على الساحل الشرقي لجرينلاند الذي كان يتعذر الوصول إليه تقريبًا في ذلك الوقت بسبب الجليد المنجرف جنوبًا. أُضيف دب قطبي إلى شعار النبالة الملكي في ستينيات القرن السابع عشر. بدأت في نفس الفترة السفن النرويجية -التي انضمت إليها سفن أوروبية أخرى- بالسفر إلى جرينلاند لاصطياد الحيتان مقوسة الرؤوس، على الرغم من عدم محاولة إعادة استعمارها بشكل رسمي.

## الهند الغربية
استولى كل من المستكشفين (النرويجيين بشكل أساسي) والعلماء والتجار (الدنماركيين بشكل رئيسي) والمستوطنين من الدنمارك-النرويج على الهند الغربية الدنماركية (التي تُعرف اليوم باسم جزر العذراء الأمريكية) في نهاية القرن السابع عشر وبداية القرن الثامن عشر.
بدأت الدنمارك باستعمار جزيرة سانت توماس في عام 1665، وجزيرة سانت جون في عام 1683 (على الرغم من أن استعمار جزيرة سانت جون قد تسبب في نشوب نزاع مع بريطانيا العُظمى حتى عام 1718)، ثم اشترت الدنمارك لاحقًا سانت كروي من فرنسا في عام 1733. قُسمت جزر العذراء في البحر الكاريبي إلى وحدتين إقليميتين خلال القرن الثامن عشر، إحداهما بريطانية والأخرى دنماركية- نرويجية. أدارت شركة الهند الغربية وغينيا الدنماركية الجزر الدنماركية- النرويجية حتى عام 1755، عندما اشترى الملك الدنماركي النرويجي هذه الجزر.
ارتكز اقتصاد هذه الجزر خلال القرن الثامن عشر وأوائل القرن التاسع عشر على قصب السكر وعمل السخرة في هذا المجال. ظهرت تجارة مثلثية في تلك الفترة مع شركات التصنيع الدنماركية التي اشترت الرقيق الأفريقيين الذين جرت مبادلتهم مقابل السكر الهندي الغربي المخصص للدنمارك. لم تُلغى العبودية حتى عام 1848، على الرغم من إلغاء تجارة الرقيق في عام 1803؛ حصل ذلك بعد هروب العديد من الرقيق بشكل جماعي إلى الجزر البريطانية الحرة، واحتجاجاتهم التي أعقبت ذلك. استخدم القراصنة جزر العذراء الدنماركية بمثابة قاعدة لهم. أصبح المستوطنون البريطانيون والهولنديون أكبر المجموعات من غير الرقيق في الجزر، وسادت لغاتهم فيها لدرجة إعلان الحكومة الدنماركية في عام 1839 وجوب تعلم الأطفال العبيد اللغة الإنجليزية في المدارس. وصل عدد سكان المستعمرة إلى ذروته بين عامي 1840 و1850، ولكن أدى الانكماش الاقتصادي اللاحق إلى زيادة الهجرة وانخفاض عدد السكان في الجزر، الأمر الذي استمر حتى بعد شراء الولايات المتحدة لهذه الجزر. وصل عدد السكان في الهند الغربية الدنماركية في عام 1880 إلى 34 ألف نسمة.
صوتت الدنمارك في عام 1868 على بيع المستعمرة للولايات المتحدة، ولكن الأخيرة رفضت عرضهم. رفضت بالمقابل الدنمارك عرض شراء أمريكي في عام 1902. اشترت الولايات المتحدة في عام 1917 هذه الجزر التي تدهورت اقتصاديًا منذ إلغاء العبودية فيها.